# Nephelea crassa
Nephelea crassa là một loài thực vật có mạch trong họ Cyatheaceae. Loài này được (Maxon) R.M. Tryon mô tả khoa học đầu tiên năm 1970.